# Noord-Atlantische Raad
De Noord-Atlantische Raad (North Atlantic Council of NAC) is het oudste politiek bestuursorgaan van de NAVO, opgericht in overeenstemming met artikel 9 van het Noord-Atlantisch Verdrag.
De raad bestaat doorgaans uit de permanente afgevaardigden, maar kan ook samengesteld zijn uit de defensieministers, de ministers van buitenlandse zaken of de regeringsleiders van de lidstaten. Ongeacht de samenstelling blijven de bevoegdheden gelijk.
De raad komt normaal tweemaal per week bijeen in het NAVO-hoofdkwartier: op dinsdag voor informeel overleg, op woensdag voor de besluitvorming.